# Ouida Bergère
Ouida Bergère, pseudonimo di Eunie Branch (Spagna, 14 dicembre 1886 – New York, 29 novembre 1974), è stata una scrittrice e sceneggiatrice statunitense.

## Biografia
Figlia di Stephen W. Branch e Ida Williams, è stata sposata con il regista George Fitzmaurice e con l'attore Basil Rathbone.

## Filmografia
- The Esterbrook Case (1915)
- Virtue Triumphant, regia di William Robert Daly - cortometraggio (1916)
- A Japanese Nightingale, regia di George Fitzmaurice (1918)
- The Witness for the Defense, regia di George Fitzmaurice (1919)
- Counterfeit, regia di George Fitzmaurice (1919)
- Miss Gloria balla la danza del pavone (Peacock Alley), regia di Robert Z. Leonard (1922)
- The Man from Home, regia di George Fitzmaurice (1922)
- Kick In, regia di George Fitzmaurice - sceneggiatrice (1922)
- Bella Donna, regia di George Fitzmaurice (1923)
- La vampa (The Cheat), regia di George Fitzmaurice (1923)
- The Rustle of Silk, regia di Herbert Brenon (1923)